# Африка (богиња)
Богиња Африка, позната и као Деа Африка, била је персонификација Африке од стране Римљана у раним вековима наше ере. За неке је била једно од божанстава плодности и обиља. Приказивана је са коврџавом косом, широким носом, рогом изобиља, шљемом у облику слонове главе и лавом поред ње.
Приказана је на појединим новчићима, исклесаном камену и мозаицима у римској Африци (Сјеверни дио Африке који су Римљани освојили) Њен Мозаик налази се у музеју Ел Џем у Тунису. Њеним ликом украшено је и светилиште у Тимгаду.
Била је једна од бројних „провинцијских персонификација“ попут Британије, Хиспаније, Македоније и низа провинција у којима се говори грчки. Она је била једна од најранијих која се појавила, и вјероватно је настала у еуфорији која је настала након тријумфа у Африци Помпеја Великог 80. године пре нове ере. Постоје и новчићи на којима су прикази Помпеја и Африке.
За Римљане је разлика између богиња и оличења била веома еластична, а Африка је изгледа била на граници између њих. Она сигурно није била главно божанство, али је вјероватно имала неки свој религиозни култ. Плиније Старији је у својој књизи „Познавање природе“ написао да нико у Африци ништа не чини а да претходно Африку не позове да му помогне. Ова изјава се сматра писаним доказом постојања богиње и њеног значаја. Понекад се овај одломак тумачи и као доказ специфичног северноафричког култа богиње.. И неки други писци су женску персонификацију Африке тумачили као богињу. Други писци су такође тумачили женску персонификацију Африке као "Деа" или богињу.
Жан Мариц је довео у питање да ли је оличење Африке икада постало богиња за Римљане или било где друго.Он сматра да су иконографске слике Африке биле су само оличење Африке за Римљане. Своју тврдњу заснива на томе што ни Плиније нити било који други писац никада нису ставили префикс "Деа" односно богиња нити постоји и један епиграфски натпис гдје је Африка означена као богиња. Насупрот томе друге богиње носе префикс "деа" у текстовима и натписима. Како су већ Римљани имали своје богиње за плодност и изобиље није било потребе за другом сличном богињом сматра Мариц.